# Eurygnathus latreillei latreillei
Eurygnathus latreillei latreillei é uma subespécie de insetos coleópteros pertencente à família Carabidae.
A autoridade científica da subespécie é Laporte de Castelnau, tendo sido descrita no ano de 1834.
Trata-se de uma subespécie presente no território português.